# تاي سيجال
تاي سيجال (بالإنجليزية: Ty Segall)‏ هو مغني ومغن مؤلف وعازف قيثارة أمريكي، ولد في 8 يونيو 1987 في لاغونا بيتش في الولايات المتحدة.

## وصلات خارجية
- الموقع الرسمي
- تاي سيجال على موقع IMDb (الإنجليزية)
- تاي سيجال على موقع ميوزك برينز (الإنجليزية)
- تاي سيجال على موقع أول ميوزيك (الإنجليزية)
- تاي سيجال على موقع ديسكوغز (الإنجليزية)